# Cyborgi

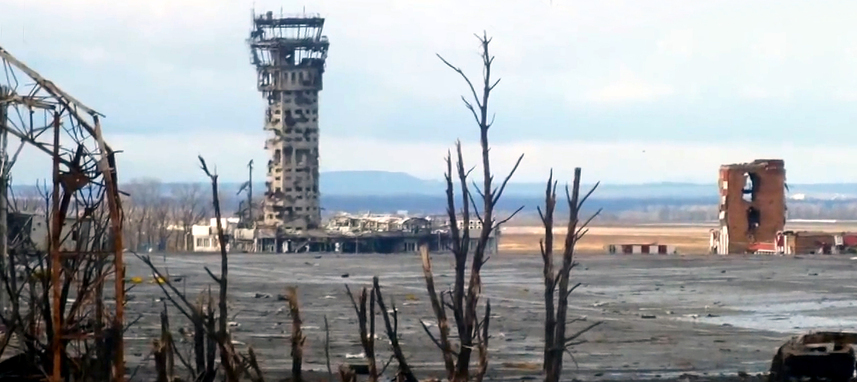
Uszkodzona wieża kontroli lotów na lotnisku w Doniecku, koniec grudnia 2014

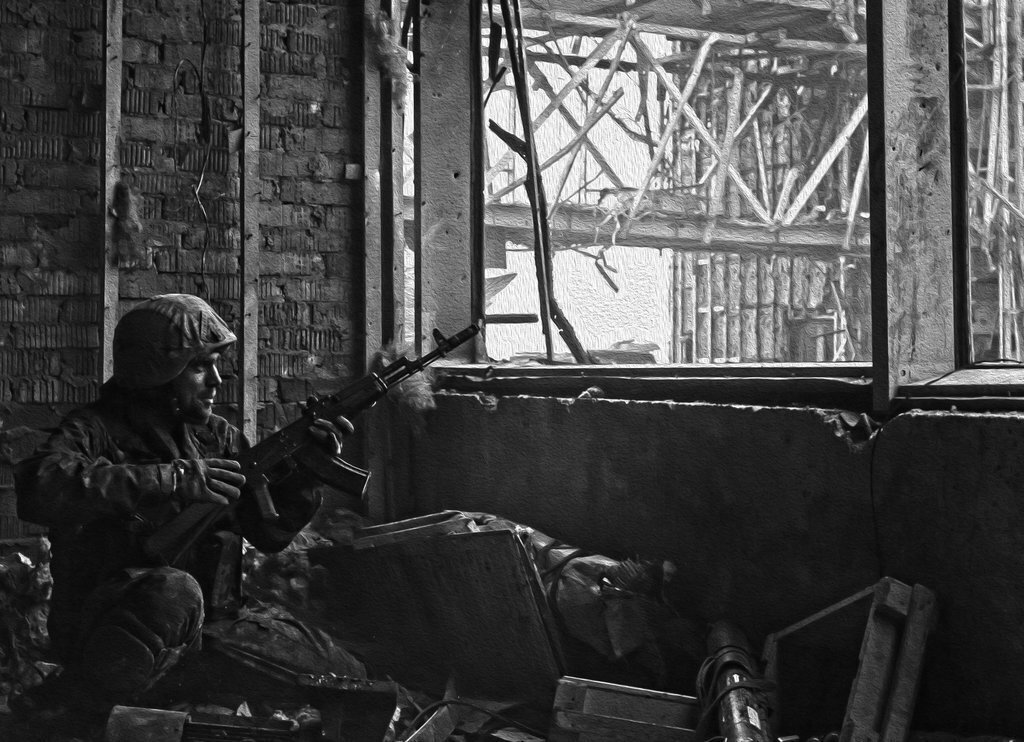
Żołnierz ukraiński w czasie obrony lotniska

Cyborgi – ukraińscy żołnierze, którzy brali udział w obronie portu lotniczego w Doniecku podczas wojny na wschodzie Ukrainy (26 maja 2014 – 22 stycznia 2015), w tym walk wokół lotniska w Doniecku. Wszyscy byli ochotnikami.
Cyborgi stały się współczesnym ukraińskim mitem narodowym i przez wielu Ukraińców traktowani są w sposób „prawie legendarny”.

## Pochodzenie określenia „Cyborgi”
Termin z fantastyki naukowej (skrót od organizm cybernetyczny) oznacza organizm biologiczny, który zawiera elementy mechaniczne lub elektroniczne, które zastępują lub uzupełniają jego organy. Liczne przykłady z kultury masowej i literatury non-fiction opisują cyborgów jako ludzie o sztucznie zwiększonych zdolnościach fizycznych lub umysłowych: mają one zwykle nadmierną moc, wyostrzony zmysł, mózg komputera lub wbudowaną broń.
Słowo cyborg oznaczające „obrońców lotniska w Doniecku” zostało po raz pierwszy użyte we wrześniu 2014 roku przez nieznanego prorosyjskiego bojownika. Następnie próbował wyjaśnić, dlaczego wyspecjalizowane jednostki rosyjskich wojsk, wspólnie z ludową milicją Donbasu nie mogą zdobyć lotniska w Doniecku, które chroni kilkudziesięciu ukraińskich żołnierzy.
To znaczenie jest zawarte w słownictwie. W szczególności słownik współczesnego języka ukraińskiego i slangu «Mysłowo» uznał określenie «cyborgi» słowem roku 2014. W tym samym roku prezydent Ukrainy Petro Poroszenko nagrał z nimi przemówienie noworoczne. W mediach pojawiły się inne neologizmy: cyborgport, cyborgiada. Warto zauważyć, że bohaterów Krutów obecnie nazywają czasami „pierwszymi cyborgami”. Z perspektywy czasu określenie to przeszło także na obrońców lotniska w Ługańsku (8 kwietnia – 1 września 2014 r.).

## Liczba obrońców lotniska
W różnych okresach na lotnisku i w pobliskiej wiosce Pisky walczyły siły specjalne 3 samodzielnego pułku, żołnierze 79, 80, 81, 95 brygady powietrznodesantowej i 93 Brygady Zmechanizowanej, 57 Brygady Piechoty Zmotoryzowanej, 90 batalionu lotniczego i 74 batalionu rozpoznawczego, żołnierze pułku „Dnipro-1”, żołnierze Ukraińskiego Ochotniczego Korpusu (OUK) i innych formacji.
Całkowita liczba żołnierzy biorących udział w operacjach na lotnisku jest trudna do ustalenia, ale dokładna liczba zabitych jest znana: 100 żołnierzy, w tym 4 zaginionych (jeden z nich prawdopodobnie zdrajca). Oprócz zabitych, istnieją dane o 290-305 rannych podczas walk.

## Szlak bojowy cyborgów

### 2014
W marcu 2014 roku, podczas wydarzeń na Półwyspie Krymskim, w ochronę lotniska w Doniecku zaangażowani zostali żołnierze Sił Zbrojnych Ukrainy: z 3 pułku specjalnego przeznaczenia i 95 Brygady Lotniczej. Pierwsza nieudana próba przejęcia lotniska przez zwolenników Donieckiej Republiki Ludowej miała miejsce 17 kwietnia 2014 roku. 6 maja zawieszono wszystkie loty. Druga próba przejęcia kontroli miała miejsce 26 maja. Na teren nowego terminalu wkroczyły oddziały rosyjskie i separatyści. W tym czasie w starym terminalu znajdowały się ukraińskie siły specjalne i spadochroniarze. W wyniku dobrze skoordynowanych działań Sił Powietrznych Ukrainy i jednostek lądowych Rosjanie i separatyści zostali wyparci z nowego terminalu.
Od tego czasu jednostki ukraińskie ulokowane zostały zarówno w nowym, jak i starym terminalu, a także w dyspozytorni i wieżach meteorologicznych, w pomieszczeniach straży pożarnej (od września 2014 r. dołączyli do nich także ochotnicy z „Prawego Sektora”).
Od końca maja do połowy sierpnia 2014 r. oprócz grupy sił specjalnych na lotnisku w Doniecku znajdowali się żołnierze 72 Brygady Zmechanizowanej. Cały kontyngent wojskowy ochrony lotniska liczył 138 osób.
Pierwsze nieodwracalne straty w wojnie po stronie ukraińskiej miały miejsce 10 lipca 2014 r. Pozycje artylerii przeciwlotniczej z 72. Brygady zostały ostrzelane moździerzami, jeden z żołnierzy zginął. Ale prawie do końca września ostrzały i walki na terenie portu lotniczego były krótkotrwałe i sporadyczne.
Od początku sierpnia 2014 r. kontrolę nad terenem przyległym do lotniska w Doniecku powierzono 2. Batalionowej Grupie Taktycznej 93. Oddzielnej Brygady Zmechanizowanej, jednostkom 3. Oddzielnego Pułku Specjalnego Przeznaczenia i 74. Oddzielnego Batalionu Rozpoznawczego. We wsi Novokalynove znajdowała się kwatera batalionowo-taktyczna, bastion 4. roty – we wsi Pisky, kolejne „wsparcie” było we wsi Tonenke, a 5. rota stacjonowała się bezpośrednio na lotnisku w Doniecku.
28 września miały miejsce dwa starcia, w których zginęło 9 i rannych zostało 14 żołnierzy ukraińskich, zniszczone zostały 2 BTR-80. Jeden ze zmarłych, kapitan Serhiy Kolodiy, otrzymał (pośmiertnie) tytuł Bohatera Ukrainy. Przeciwko stronie ukraińskiej walczyły dwa czołgi T-72, z których jeden został zniszczony przez załogę kapitana Jewhena Mezhevikina (otrzymał tytuł Bohatera Ukrainy).
Ogółem 28 września w porcie lotniczym w Doniecku walczyło 53 żołnierzy: 41 spadochroniarzy z 79 Brygady Powietrznodesantowej, 7 żołnierzy 93 Brygady Zmechanizowanej i 3 saperów z 91 pułku inżynieryjnego. W kolejnych dniach liczba ta wzrosła i wynosiła 85 żołnierzy (w tym 7 oficerów), dysponujących 7 pojazdami opancerzonymi. Od 29 września obszar na którym stacjonowali obrońcy lotniska był kilkakrotnie ostrzeliwany artylerią i moździerzami.
W dniach 3–6 października 2014 roku w walkach po stronie ukraińskiej zginęło 11 żołnierzy, a wielu zostało rannych.
3 października rozpoczęły się walki o stary terminal. Następnego dnia zniszczono jeden ukraiński czołg z 1 Brygady Pancernej. W październiku i listopadzie separatyści ostrzeliwali terminal ostrzału z moździerzy, odparto również szturm na wieżę kontrolną. W walkach na szeroką skale wykorzystano snajperów.
29 i 30 listopada odnotowano kolejne szturmy. W wyniku walk zginęło 2 żołnierzy, a 6 zostało rannych z 93 i 79 Brygady. Ukraińcy wycofali się na nowy terminal.
W międzyczasie reorganizowano oddziały broniące lotniska. W rezultacie obronę lotniska przejęła 81 Brygada Lotnicza. To żołnierze tej brygady wzięli udział w końcowych – najbardziej tragicznych walkach o lotnisko w styczniu następnego roku. 1 grudnia część 1 taktycznej grupy bojowej brygady przegrupowała się na lotnisko.
W wyniku regularnych rozmów pokojowych osiągnięto porozumienie o całkowitym zawieszeniu broni od godz. 10:00 9 grudnia 2014 r. Zgodnie z tymi porozumieniami DAP miał odtąd przechodzić przez „zielony korytarz” – punkt kontrolny dla separatystów i rosyjskich ochotników. Ukraińscy żołnierze mieli prawo nosić tylko broń ręczną i ograniczoną liczbę amunicji. Separatyści otrzymali prawo wglądu w pracę punktu kontrolnego.

### 2015
„Zielony korytarz”, który żołnierze ukraińscy nazywali „korytarzem wstydu”, funkcjonował nieco ponad miesiąc. W styczniu 2015 r. wznowiono działania wojenne.
Ostatnia „pokojowa” rotacja miała miejsce w nocy z 12 na 13 stycznia. Kolejna odbyła się z walką – bez „zielonego korytarza” w nocy z 13 na 14 stycznia 2015 roku. Tego dnia przybyli żołnierze z 7. i 9. kompanii 80. Brygady. Zastąpili żołnierzy 93 Brygady Zmechanizowanej.
15 stycznia separatyści zajęli górne piętra nowego terminalu. Następnego dnia doszło do walki na terenie terminalu. Ostatnie zorganizowane ewakuacje rannych przeprowadzono w nocy z 17 na 18 stycznia i 18 na 19 stycznia.
Dzień 20 stycznia rozpoczął się nieudaną próbą przebicia do nowego terminalu dowódcy 90 batalionu Olega Kuźmina. Tylko jeden MT-LB dotarł do celu.
O 14:56 doszło do eksplozji w nowym terminalu około trzech ton trotylu – trzy piętra terminalu przestały istnieć. Wybuch przeżyła mniej niż połowa z 55 obrońców. Ostatnie 16 osób poddało się 21 stycznia. Ciężko ranni trafili do szpitala, pozostałych torturowano.
22 stycznia 17 więźniów zmuszono do chodzenia ulicami Doniecka w tzw. „paradzie”. Prokuratura Generalna Ukrainy klasyfikuje takie czyny jako naruszenie Konwencji Genewskiej z 1949 r. dotyczącej traktowania jeńców wojennych.
W ciągu następnych kilku dni kilkudziesięciu bojowników na obrzeżach lądowiska zostało zabitych przez ukraiński wywiad.
Ostatnich pięciu „cyborgów” przekazano stronie ukraińskiej 22 lutego 2015 r. w ramach wymiany jeńców w proporcji 139 do 52.
W marcu 2015 roku na terenie nowego terminala ukraińscy więźniowie pod eskortą uzbrojonych separatystów uprzątnęli gruz i usunęli ciała zmarłych towarzyszy. Ciała przewieziono do kostnicy w Doniecku, a następnie przewieziono do miasta Dniepr.

## Znaczenie działań
Obrona lotniska w Doniecku trwała 242 dni – tylko tydzień krócej niż oblężenie Sewastopola i znacznie dłużej, niż obrona twierdzy brzeskiej w czasie wojny niemiecko-sowieckiej. Utrzymanie lotniska powodowałoby, że ukraińskie siły zbrojne dysponowałyby dogodną bazą do wyprowadzenia ataku na Donieck.
Zgodnie z postanowieniami protokołów mińskich, strony przeciwne miały stworzyć 30-kilometrową strefę demarkacyjną.
Pomimo ustaleń, pozycje wojsk ukraińskich pozostały w bezpośrednim sąsiedztwie lotniska, a walki o różnym nasileniu trwały jeszcze przez długi czas.
Straty bojowników w czasie całej kampanii wyniosły co najmniej 800 zabitych i 1500-2000 rannych.

## Odznaczenia

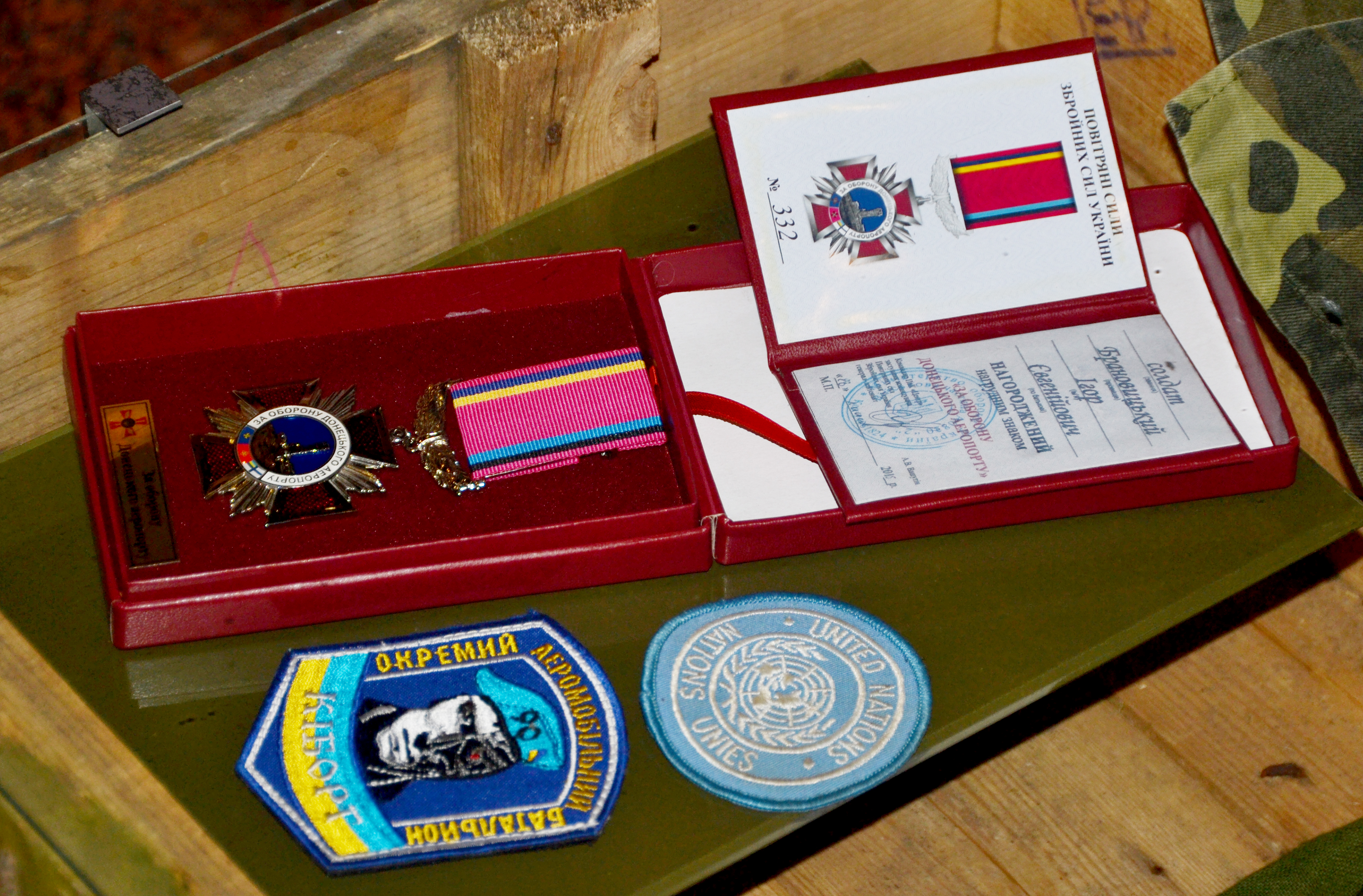
Odznaczenia i naszywki Ihora Branowyckiego

Prezydent Poroszenko wręczył matkom Ihora Branowyckiego i Serhija Kołodija Order Złotej Gwiazdy Bohatera Ukrainy. 5 września 2016 r.
Za obronę lotniska tytuł Bohatera Ukrainy otrzymali:
- szeregowy Ihor Branowycki (pośmiertnie 23 sierpnia 2016)[22]
- młodszy sierżant Ihor Zinycz (14 października 2015 r., pośmiertnie)
- starszy porucznik Iwan Zubkow (10 czerwca 2015, pośmiertnie)
- kapitan Serhij Kołodij (23 sierpnia 2016, pośmiertnie)
- major Jewhen Meżewikin (14 października 2015)
- wolontariusz Serhij Tabała (21 listopada 2016, pośmiertnie)

27 stycznia 2015 r. Prezydent Poroszenko odznaczył czołgistów, którzy 22 stycznia zapewnili wyjście ukraińskich jednostek z okrążonego lotniska. Zostali odznaczeni między innymi: porucznik Jewhen Honczar otrzymał Orderem Bohdana Chmielnickiego III stopnia, a sierżant Konstantyn Bałtarha, szeregowy Wołodymyr Suchanin i strzelec Dmytro Trynoha – Orderem „Za Odwagę” III stopnia.
19 października 2014 r. Przewodniczący Rady Najwyższej Ukrainy Ołeksandr Turczynow wyróżnił dziewięciu ukraińskich żołnierzy broniących lotniska w Doniecku wręczając im pistolety „Fort”.
Od 2015 roku przyznawana jest przez organizację pozarządową „Bracia Ukrainy” nagroda pozarządowa, odznaka „Za obronę lotniska w Doniecku”.

## Upamiętnienie

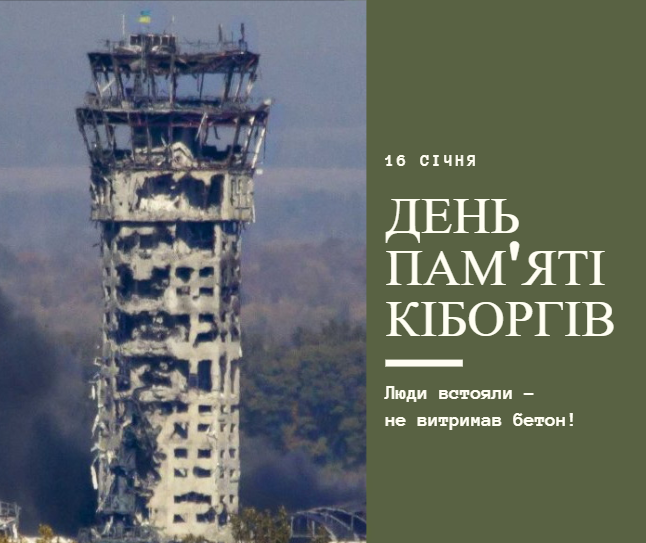
Dzień Pamięci Cyborgów

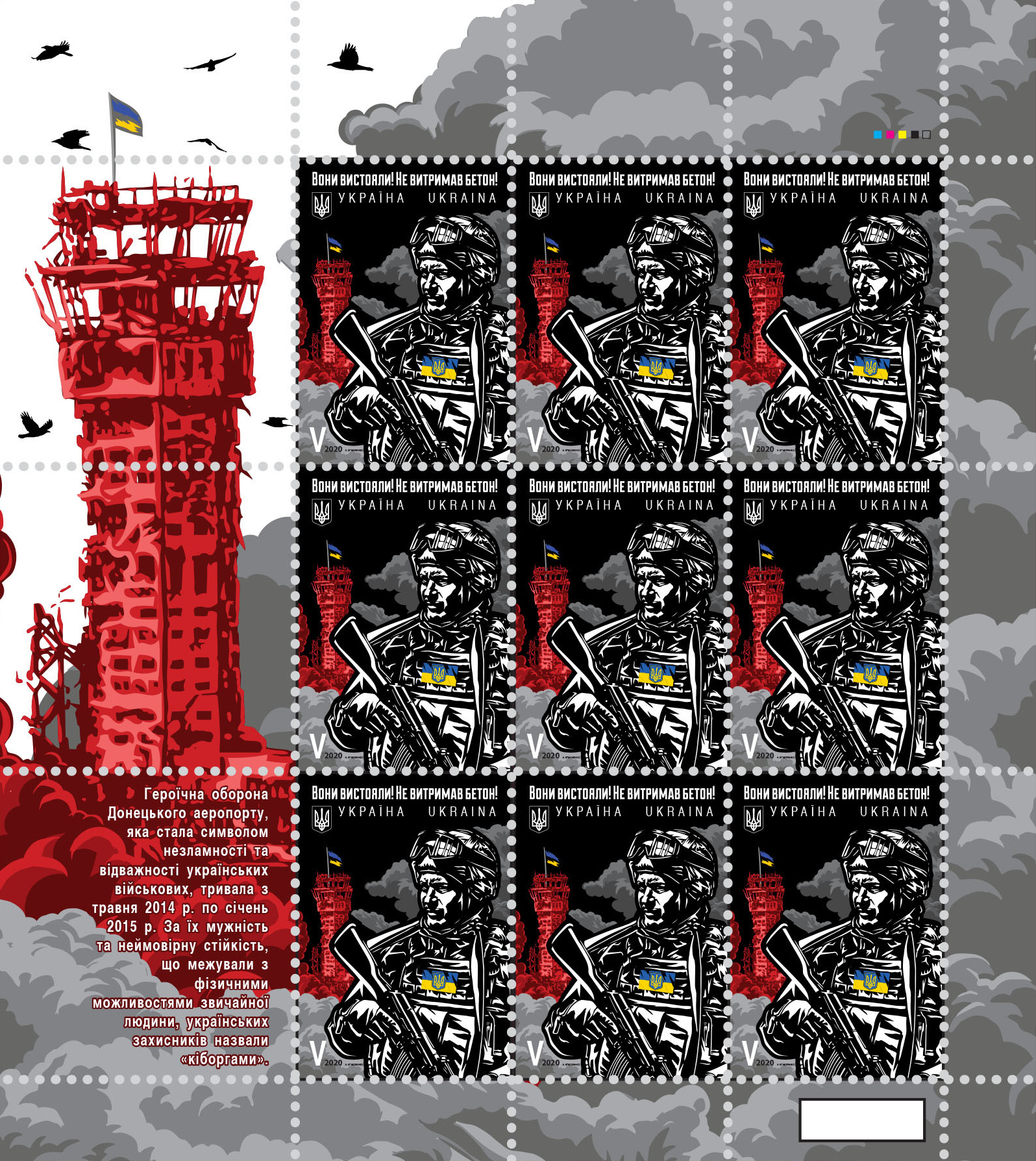
Ukraiński znaczek pocztowy z 2020 roku poświęcony bitwie o lotnisko w Doniecku

Dzień 16 stycznia stał się na Ukrainie  dniem pamięci obrońców lotniska w Doniecku, ustanowionym z inicjatywy samych cyborgów. W tym dniu odbywają się uroczystości  upamiętniające, w tym z udziałem wyższych urzędników państwowych. 
20 stycznia nazywany jest również Dniem Pamięci.
Ukrposzta wydała znaczek pocztowy na cześć „cyborgów” (22 stycznia 2020 r., Sygn. № 1806, nominał V).
Narodowy Bank Ukrainy wydał okolicznościową monetę o nominale 10 hrywien z serii «Siły Zbrojne Ukrainy» upamiętniającą obrońców lotniska w Doniecku.
Na cześć Ihora Branowyckiego w Kijowie utworzono klub młodzieżowy „Natrij” i nazwano ulicę.

## Odniesienia w kulturze i sztuce
- pełnometrażowy film dokumentalny „Volunteers of the Godhead” Łeonida Kantera i Iwana Jasnego (2015)
- pełnometrażowy film fabularny Achtema Seitabłajewa „Cyborgi” (ukr. Кiборги: Герої не вмирають, trans. Kiborhy: Heroji ne wmyrajut) z 2017 r.[34]
- wiersz „Donieck Airport” Wołodymyra Tymczuka[35]
- zbiór wywiadów i zdjęć «AD 242. Historia odwagi, braterstwa i poświęcenia» (redaktor Iryna Sztohryn)[36]
- powieść „Lotnisko” (ukr. Аеропорт, trans. Aeroport) Serhija Łojki[37]
- jego galeria zdjęć z „cyborgami” zdobiła pierwszą kolumnę „Los Angeles Times” 28 października 2014 r.[38]
- liczne wystawy fotografii, dzieł sztuki i książek[39][40][41][42]
- kalendarze charytatywne ze zdjęciami wojska[43]
- seria komiksów[44]
- Mykoła Woronin opublikował zbiór wierszy „Poems of a Cyborg”[45].
- wizerunek wieży kontrolnej lotniska, z którego obserwowali obrońcy, całkowicie zniszczonej ostrzałem z czołgów oraz hasło „Cyborgi wytrzymały, nie wytrzymał beton” stał się elementem kultury masowej[46].